# Kia Shuma
Kia Shuma var en lille mellemklassebil fra Kia Motors, som fandtes som såvel combi coupé som sedan.
Shuma blev fremstillet i to serier i Hwasung, Sydkorea:
- Shuma I: Januar 1998 − december 2000
- Shuma II: Januar 2001 − august 2004

Begge serier fandtes i flere forskellige udstyrs- og motorvarianter. Der var ikke ret mange tekniske forskelle, hvilket blev understreget af den samme interne typebetegnelse FB. Også amerikanske kollisionstests viste ikke ret stor forskel mellem de to serier, dog gav US NCAP-testen et lidt bedre resultat for Shuma I. De største designmæssige forskelle berørte hovedsageligt forlygternes form og en revideret samt bedre støjdæmpet kabine. Shuma II havde lidt mere standardudstyr end forgængeren. Fra 2003 havde bilen som standard dellæderudstyr, eller som ekstraudstyr fuldlæderudstyr.
I rammerne af en omfangsrig udstyrsudvidelse i april 2003 blev 1,6-litersmotoren udskiftet med en 1,8'er og sedanversionen taget af programmet. Denne blev efter produktionens indstilling i 2004 fortsat fremstillet af Ischmasch på licens frem til maj 2009, hvor produktionen skyldsbegrundet blev sat på pause frem til august 2011.
Typeskiltet "Shuma" var kun monteret bag på Shuma I, mens Shuma II kun havde et lille skilt på venstre side af bagagerumsklappen. Den største tekniske forskel lå i motorprogrammet.
- Bagfra
- Kia Shuma I sedan (1998−2000)
- Kia Shuma II sedan (2001−2002)
- Kia Shuma II combi coupé (2001−2004)

## Motorer
|                                                | 1,5                             | 1,6                             | 1,8                             | 1,8                  |
| Byggeperiode                                   | 1998−2000                       | 2001−2003                       | 1998−2000                       | 2003−2004            |
| Motordata                                      |                                 |                                 |                                 |                      |
| Motortype                                      | R4-benzinmotor                  | R4-benzinmotor                  | R4-benzinmotor                  | R4-benzinmotor       |
| Antal ventiler pr. cylinder                    | 4                               | 4                               | 4                               | 4                    |
| Fødesystem                                     | Multipoint                      | Multipoint                      | Multipoint                      | Multipoint           |
| Trykladning                                    | –                               | –                               | –                               | –                    |
| Køling                                         | Vandkøling                      | Vandkøling                      | Vandkøling                      | Vandkøling           |
| Boring × slaglængde                            | 78,0 × 78,4 mm                  | 78,0 × 83,4 mm                  | 81,0 × 87,0 mm                  | 81,0 × 87,0 mm       |
| Slagvolume                                     | 1498 cm³                        | 1594 cm³                        | 1793 cm³                        | 1793 cm³             |
| Maks. effekt ved omdr./min.                    | 65 kW (88 hk) /5000             | 75 kW (102 hk) /5500            | 81 kW (110 hk) /5750            | 84 kW (114 hk) /5600 |
| Maks. drejningsmoment ved omdr./min.           | 135 Nm /4000                    | 148 Nm /4500                    | 152 Nm /4500                    | 157 Nm /4500         |
| Kraftoverførsel                                |                                 |                                 |                                 |                      |
| Drivende hjul                                  | Forhjul                         | Forhjul                         | Forhjul                         | Forhjul              |
| Gearkasse (standardudstyr)                     | 5-trins manuel                  | 5-trins manuel                  | 5-trins manuel                  | 5-trins manuel       |
| Gearkasse (ekstraudstyr)                       | 4-trins automatisk              | 4-trins automatisk              | 4-trins automatisk              | 4-trins automatisk   |
| Præstationer                                   |                                 |                                 |                                 |                      |
| Topfart                                        | 180 km/t (175 km/t)             | 186 km/t                        | 196 km/t (188 km/t)             | 196 km/t             |
| Acceleration 0-100 km/t                        | 13,8 sek. (15,4 sek.)           |                                 | 10,6 sek. (12,5 sek.)           | 10,6 sek.            |
| Brændstofforbrug pr. 100 km ved blandet kørsel | 7,9 liter (9,0 liter) Blyfri 91 | 8,0 liter (8,4 liter) Blyfri 91 | 9,1 liter (9,5 liter) Blyfri 91 | 9,0 liter Blyfri 91  |
| CO2-udslip ved blandet kørsel                  | 185 g/km (211 g/km)             | 190 g/km (198 g/km)             | 216 g/km (225 g/km)             | 216 g/km             |

1. ↑  Værdier i ( ) gælder for versioner med automatgear.

1,8-litersmotoren var udviklet af Kia selv. Den (formentligt eneste) motor i T-serien (T8D) blev første gang benyttet i 1995 i Kia Clarus. D'et i betegnelsen henviser til de dobbelte, overliggende knastaksler ('DOHC), mens 8-tallet beskriver motorens slagvolume (1,8). Knastakslerne var tandremsdrevne.

### Bemærkning
- Alle motorerne er E10-kompatible.[6]

## Efterfølger
I 2004 blev Shuma II afløst af den Hyundai Elantra-baserede Kia Cerato.